# Diecezja Bragança do Pará
Diecezja Bragança do Pará (łac. Dioecesis Brigantiensis de Para) – diecezja Kościoła rzymskokatolickiego w Brazylii. Należy do metropolii Belém do Pará, wchodzi w skład regionu kościelnego Norte 2. Została erygowana przez papieża Piusa XI bullą Romanus Pontifex w dniu 14 kwietnia 1928 jako prałatura terytorialna Gurupi, a następnie Guamá. 16 października 1979 podniesiona do rangi diecezji. W 1981 nazwa diecezji uzyskała obecne brzmienie.

## Główne świątynie
- Katedra: Katedra Matki Bożej Różańcowej w Bragança do Pará

## Biskupi diecezjalni
- Eliseu Maria Coroli B. (1940–1977 prałat terytorialny)
- Miguel Maria Giambelli B. (1980–1996)
- Luigi Ferrando (1996–2016)
- Jesús María Cizaurre Berdonces OAR (2016–2024)
- Raimundo Possidônio Carrera da Mata (2024–)